# 1972 في بيرو
فيما يلي قوائم الأحداث التي وقعت خلال عام 1972 في بيرو.

## رياضة
- 1 يناير – كوبا بيرو 1972 الفائز أتلتيكو غراو [الإنجليزية]‏.

## مواليد

### أبريل
- 5 أبريل – هكتور تاكاياما لاعب كرة قدم بيروفي.
- 10 أبريل – ماريا بورتيو عداءة مراثونية بيروفية.

### ديسمبر
- 28 ديسمبر – روبرتو بالاسيوس لاعب كرة قدم بيروفي.

## وفيات

### أكتوبر
- 24 أكتوبر – كارلوس كيلونيز (مواليد 1910) لاعب كرة قدم بيروفي.